# Смоґожевець
Смоґожевець (пол. Smogorzewiec, нім. Schmögers) — село в Польщі, у гміні Оброво Торунського повіту Куявсько-Поморського воєводства.
Населення — 96 осіб (2011).
У 1975-1998 роках село належало до Торунського воєводства.

## Демографія
Демографічна структура станом на 31 березня 2011 року:
|          | Загалом | Допрацездатний вік | Працездатний вік | Постпрацездатний вік |
| -------- | ------- | ------------------ | ---------------- | -------------------- |
| Чоловіки | 47      | 8                  | 35               | 4                    |
| Жінки    | 49      | 8                  | 30               | 11                   |
| Разом    | 96      | 16                 | 65               | 15                   |